# 부산광역시유아교육진흥원
부산광역시교육청유아교육진흥원(釜山廣域市敎育廳乳兒敎育振興院, Busan Early Childhood Education and Development Institute)은 부산광역시의 유아교육에 관한 연구·정보제공, 유아교육 프로그램 및 교재 개발, 유치원 관련 각종 연수 및 평가, 유아체험교육 등을 위하여 부산광역시교육청 산하에 설치된 직속기관이다.
원장은 교육연구관으로 보한다.

## 연혁
- 2007년 3월: 부산광역시어린이회관 산하에 유아교육부 설치
- 2009년 1월: 부산광역시유아교육원 설치
- 2016년 11월: 부산광역시유아교육진흥원으로 변경
- 2023년 3월: 부산광역시교육청유아교육진흥원으로 변경

## 조직
원장
- 운영부
- 총무부